# Eunuck

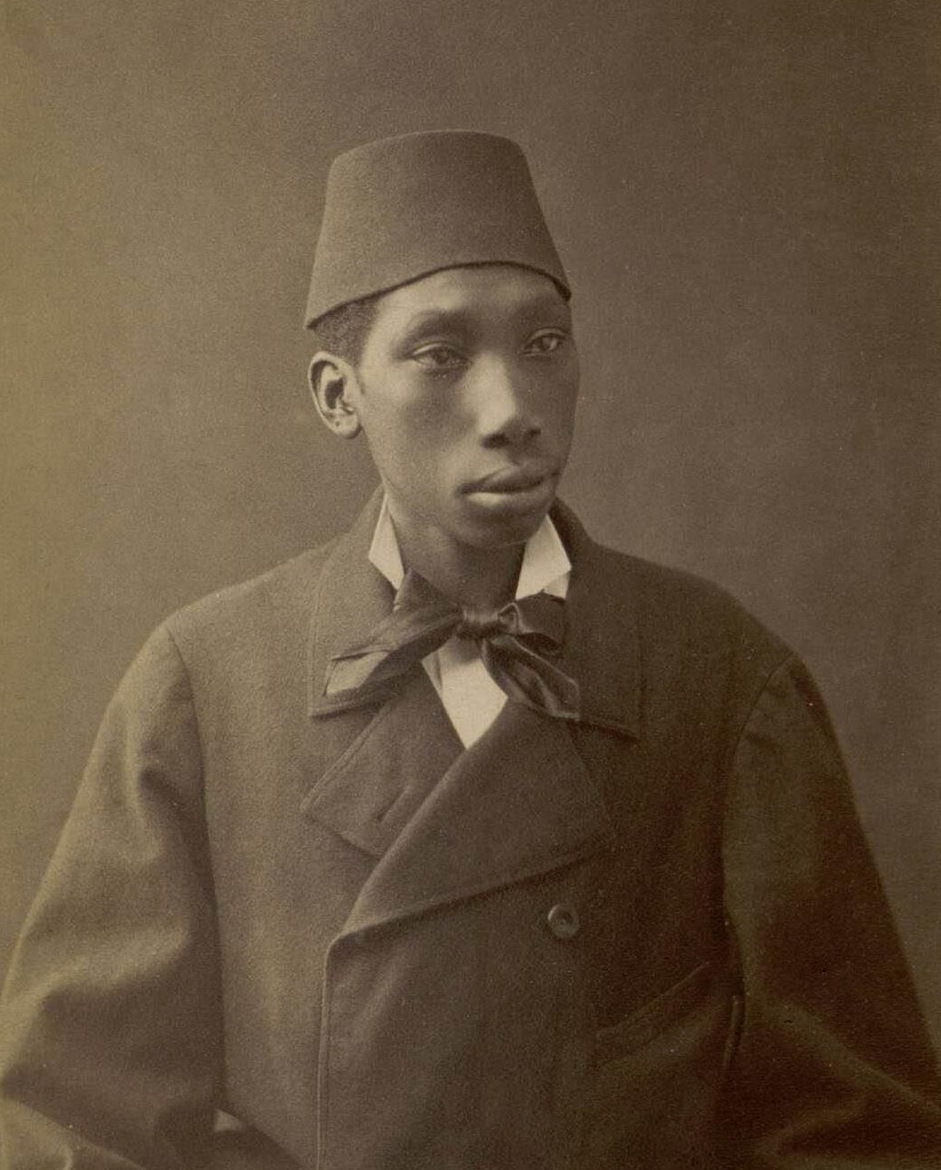
Osmansk eunuck, fotograferad av Pascal Sebah ca 1870

En eunuck (latin eunu’chus 'kastrat', av likabetydande grekiska eunouchos [-nu’-], egentligen 'sovrumstjänare', av eun\’ 'bädd') var historiskt en vuxen man med skadad testikelfunktion och låg testosteronkoncentration i blodet. Denna åkomma som fanns med sedan barndomen resulterade i att individen aldrig gick igenom puberteten, behöll sin ljusa röst, inte fick särskilt utvecklad muskulatur, ingen könsbehåring eller skäggväxt och aldrig fick någon könsdrift.
Man räknar historiskt sett även kastrerade män, så kallade kastrater, som eunucker.

## Historik
Dessa spelade ofta viktiga roller i antiken och i de orientaliska civilisationerna, där de kunde få tjänster som präster, tempeltjänare eller kammartjänare och haremsvakter. 

### Antiken
Eunuckerna tycks för första gången inta en verkligt central roll hos assyrierna. Under hela det assyriska imperiets tid utgjorde eunucker en betydande del, inte bara av ämbetsmannakåren, utan även av de ledande skikten inom militären. Det enda som skilde dem från andra män var att de inte hade någon framtid – de kunde inte reproducera sig själva i form av barn.
I andra samhällen, som Indien och det gamla Egypten, hade de låg status, främst på grund av att kastrering var en bestraffningsmetod för sexuellt relaterade brott.

### Europa
Ett annat behov av eunucker förekom i Europa i form av kastratsångare, ett bruk som främst förekom i Italien, och som hade en storhetstid under 1600- och 1700-talen innan det förbjöds. 
Bakgrunden låg i det faktum att kvinnor länge förbjöds att sjunga offentligt, vilket blev ett problem när opera blev populärt under 1500- och 1600-talen. De ersattes då av pojkar. Detta utvecklades till kastrering av en kategori manliga operasångare. Kastreringen var formellt inte tillåten och ägde rum i hemlighet. Därefter påstods kastratsångaren ha förlorat sina testiklar genom sjukdom. 
När kastreringen väl var utförd, kunde kastraten få en framgångsrik karriär inom operan. Även sedan kvinnliga operasångare blev tillåtna, var kastratsångare fortsatt populära som ett slags tredje alternativ vid sidan av både kvinnliga och normala manliga operasångare, och kastratsången upplevde sin storhetstid under 1700-talet, när kvinnliga operasångerskor parallellt var fullt tillåtna. Undantaget var Kyrkostaten, där kvinnliga sångare var förbjudna till skillnad från i resten av Italien. Kastreringen förekom endast i Italien, men kastratsångare uppträdde över hela Europa. 
Efter sekelskiftet 1800 minskade kastreringen snabbt. En opera med mindre betoning på höga röster kom på modet och den nya formen av operan gjorde att efterfrågan försvann. När Italien enades slutgiltigt år 1870 förbjöds kastrering. Den siste kastratsångaren, Alessandro Moreschi, dog 1922.

### Islamiska världen
Eunucker spelade en stor roll inom slaveri i den muslimska världen fram till att slaveri förbjöds i Mellanöstern under 1900-talet. 
Ursprungligen användes eunucker enbart som tjänare och vakter av kvinnorna i de muslimska haremen. Eunucker vaktade Konkubiner och hustrur och fungerade som länk mellan dem och omvärlden, något som upprätthöll den könssegregation som fungerade som ett sätt att förhindra kvinnor att ha samlag med män utanför äktenskapet. Seden att använda eunucker som tjänare (husslavar) och vakter i harem har en förebild i Muhammeds eget liv, då han använde eunucken Mabur som tjänare till sin konkubin Maria al-Qibtiyya (båda var slavar: han hade fått båda som gåvor från Egypten).
Under Umayyaderna började eunucker gradvis användas även för olika tjänster utanför haremen; under Abbasidkalifatet fick detta bruk ett genombrott, och eunucker användes därefter för många olika tjänster och ämbeten inom hov och administration även utanför haremen. 
De uppskattades därför att de i egenskap av eunucker inte kunde få egna barn och därför ansågs vara lojal enbart mot sin ägare. 
Eunuckers lojalitet och tillförlitlighet gjorde att de också användes som väktare för de heliga platserna i Mecka och Medina, där de bildade ett särskilt väktargarde som kallades Aghawat. Slaveri i Saudiarabien avskaffades 1962. År 1990 återstod sjutton eunucker. År 2021 återstod sex eunucker; tre vardera i Mecka och Medina.

### Kina
Eunucker var inflytelserika särskilt i Kina, där de fanns fram till kejsarrikets fall 1911–12. I den kinesiska kejsarens palats fick det inte finnas några män andra än kejsaren på natten för att säkerställa att alla barn med hustrur och konkubiner var kejsarens. Alla tjänare var därför eunucker. Den sista kinesiska eunucken, Sun Yaoting, dog den 17 december 1996.

## Exempel
Några av de mer framstående eunuckerna var:
- Sin-shumu-lisher, usurpator i Assyrien
- Bagoas (den äldre), Artaxerxes III:s vesir och mördare
- Bagoas (den yngre) Alexander den stores gunstling och älskare
- Filetairos, härskare av Pergamon
- Zhao Gao, Qin Shi Huangdis gunstling, konspirerade mot Li Si
- Sima Qian, kinesisk historiker, kastrerades för ett brott
- Cai Lun, sägs ha uppfunnit papper
- Origenes, sägs ha kastrerat sig själv för att undvika synder
- Eutropius, romersk konsul
- Narses, bysantinsk general
- Zheng He, kinesisk sjöfarare
- Aga Muhammed Khan, shah av Persien
- Farinelli, italiensk kastratsångare